# 帕克斯顿 (佛罗里达州)
帕克斯顿（英語：Paxton），是美国佛罗里达州沃爾頓縣下属的一座城市。建立于1952年。面积约为10.3平方公里（约合4平方英里）。根据2010年美国人口普查，该市有人口644人。论人口在本州排行第356。